# God (canción)
«God» (Dios, en español) es una canción del artista británico John Lennon, de su primer álbum de estudio como solista, John Lennon/Plastic Ono Band. El álbum fue lanzado el 11 de diciembre de 1970 en los Estados Unidos y el Reino Unido.
La canción fue objeto de polémica después de su lanzamiento, por tratar sobre temas religiosos.

## Letra
La introducción de la canción describe a Dios como "un concepto por cual medimos nuestro dolor."
En la segunda parte de la canción, Lennon menciona una lista de cosas en las que no cree (incluidos The Beatles) y algunas ideologías, diciendo finalmente creer únicamente en él (individualidad) y Yoko (su esposa). Las personas e ideologías que John menciona en la canción son: la magia, el I Ching, la Biblia, el tarot, Hitler, Jesús, Kennedy, Buda, el mantra, el Gita, el yoga, los reyes, Elvis, Zimmerman (Bob Dylan) y The Beatles.
La sección final de la canción describe el cambio de Lennon desde la ruptura de The Beatles. Afirma que ya no es el "Dreamweaver" (en es:"Tejedor de sueños") o "The Walrus" (en es:"La Morsa"), sino que solo es John. La última línea de la canción, "The dream is over" (en es:"El sueño ha terminado"), ha sido vista como el fin de la búsqueda de la verdad que había llevado adelante en la década de 1960. "Si hay un Dios", explicó Lennon, "todos somos él."

## Apariciones y alusiones a la cultura popular
- La línea "Yo no creo en los Beatles, solo creo en mí" fue empleada en la película Ferris Bueller's Day Off de 1986.

- La canción fue interpretada por el guitarrista de Queen, Brian May con ligeros cambios en la letra.

- La banda irlandesa U2 escribió una canción titulada "God Part II", refiriéndose a la canción original de Lennon. La letra fue escrita por el cantante Bono.

- "God" fue versionado por Jack's Mannequin y Mick Fleetwood (baterista de Fleetwood Mac) para el álbum tributo a John Lennon lanzado en 2007: Instant Karma: The Amnesty International Campaing to Save Darfur.

- La canción de David Bowie "Afraid", hace una referencia a "God" con la letra "I Believe in Beatles", parte de la lista de creencias o estamentos comienzan siempre con "I Believe In" (Yo creo en).

- El pionero en Rock Cristiano Larry Norman creó "God Part II" en su álbum de 1991 "Stranded in Babylon", recuerda a la canción de John Lennon "God" y la respuesta con "God II" de U2, con las letras que indican: "Yo no creo en los Beatles", y "No creo en la revolución de palabras vacías y la paz".

## Personal
Los músicos que colaboraron en la grabación original fueron los siguientes:
- John Lennon - voz, piano
- Billy Preston - piano
- Ringo Starr - batería
- Klaus Voormann - bajo